# 沙壩港
沙壩港（印尼語：Rukma Jaya、俗稱Sungai Ruk）是印度尼西亞西加里曼丹省孟加影縣雙溪拉雅群島鎮下屬的一個村，位於該鎮南部，東鄰打拉鹿鎮Jahandung村，南接雙溪拉雅鎮紅砂港村，西臨卡里馬塔海峽，西北鄰Sungai Keran村，北連載下村。